# Sala de Granos (París)
La Sala de Granos (en francés, Halle aux blés) era un edificio circular en el centro de París (Francia). Fue utilizado por comerciantes de granos y construido entre 1763 y 1767, con un patio interior al aire libre que fue coronado por una cúpula de madera en 1783, y luego por una cúpula de hierro en 1811. En una importante reconstrucción entre 1888 y 1889, gran parte de la estructura fue reemplazada y el edificio se convirtió en la Bolsa de Comercio. La estructura influyó en el diseño de edificios públicos en Gran Bretaña y Estados Unidos.

## Historia
La ciudad de París compró el sitio del antiguo Hôtel de Soissons en 1755. Este había sido demolido y sus materiales vendidos, pero la columna de los Medici quedó en pie. El 23 de noviembre de 1762, Luis XV declaró que se construiría en el sitio una sala de cereales y harina (un halle aux blés et farines). La construcción de la sala comenzó en 1763 siguiendo un diseño de Nicolas Le Camus de Mézières, quien supervisó el trabajo. La sala circular que rodeaba un patio circular se completó en 1767. Seis caminos partían de la rue Viarmes, que rodeaba la sala.
El trabajo en una cúpula de madera para cubrir el patio comenzó el 10 de septiembre de 1782 y se completó el 31 de enero de 1783. Esta fue destruida por un incendio en 1802. Un decreto imperial del 4 de septiembre de 1807 establecía que la sala se cubriría con una cúpula de arcos verticales de hierro fundido revestidos de cobre estañado. El reemplazo se completó en 1811. El edificio, ahora hecho completamente de piedra, ladrillo, hierro y cobre, se consideró ignífugo. Pero en 1854 hubo otro incendio en el edificio.
A principios del Segundo Imperio la sala ya no se usaba para almacenar harina. Era demasiado pequeño para atender las necesidades de los dos millones de habitantes de París y se había convertido en una especie de bolsa, o cambio de títulos de grano de Beauce, Brie y Picardía, y harina de los molinos de Seine-et-Marne y Seine-et-Oise. Luego, el grano y la harina se entregaban por ferrocarril directamente desde las provincias a los panaderos y comerciantes. Se hicieron y se perdieron fortunas a través de la especulación, no siempre honestamente. El intercambio se cerró en 1873. En 1885 el edificio fue destinado a la Bolsa de Mercancías.

## Estructura

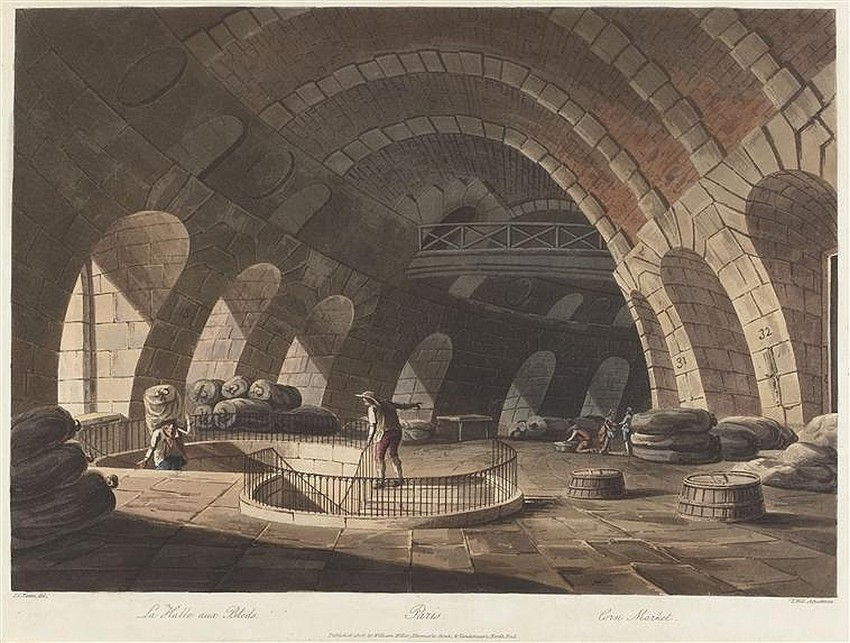
Buhardilla abovedada de la lonja

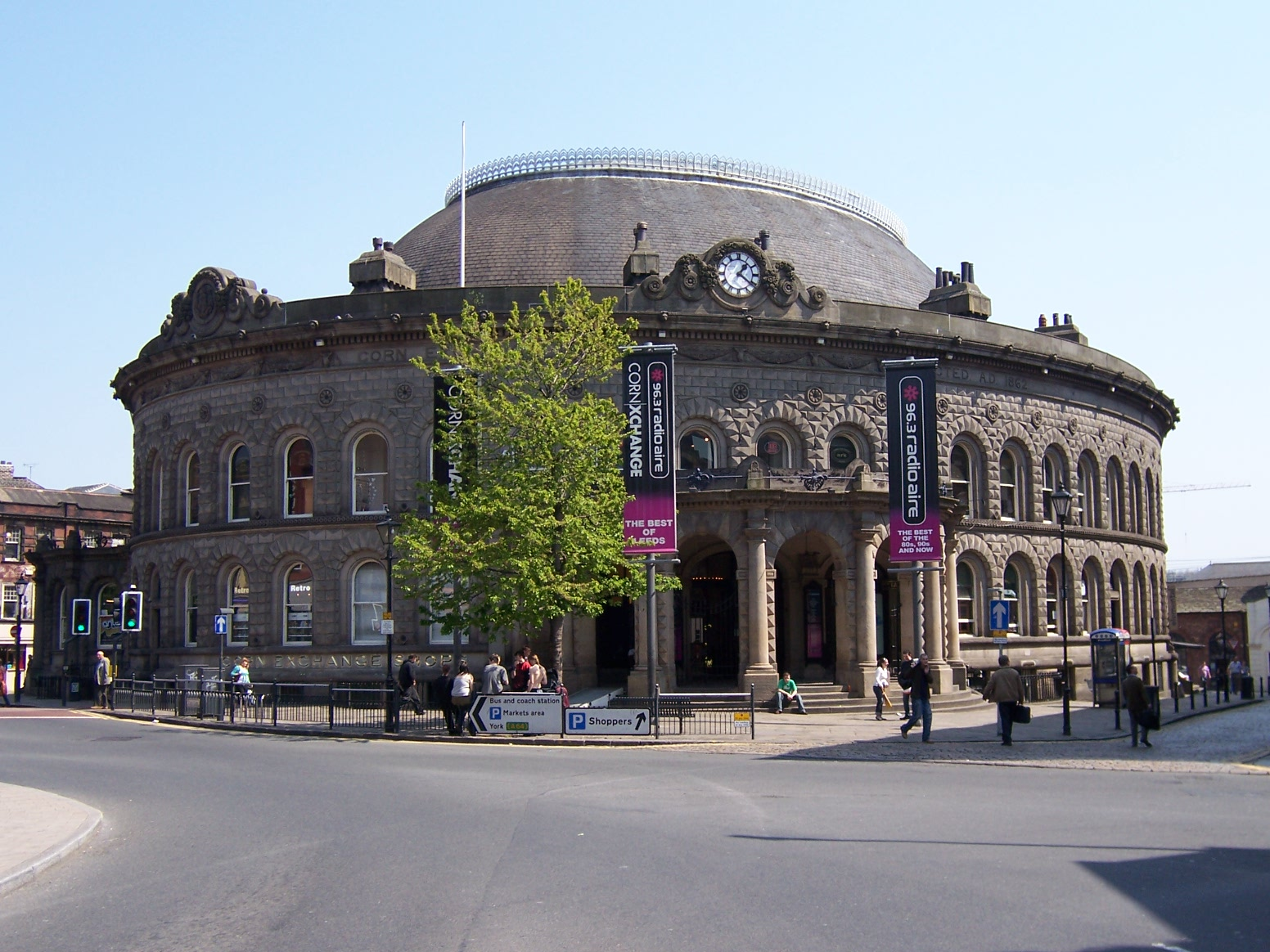
Bolsa de maíz de Leeds

El edificio era circular, con un diámetro exterior de 68 m, y encerró un patio redondo con un diámetro de 19,5 m. El edificio estaba atravesado por 28 arcadas en la planta baja e igual número de ventanas en el piso superior. A la planta superior se accedía por una doble escalera, de modo que los que subían por una escalera no se encontraran con los que bajaban por la otra. Originalmente el patio central estaba descubierto.
En 1782 , François-Joseph Bélanger propuso agregar una cúpula de hierro para cubrir el patio, pero su plan fue rechazado. En cambio, de 1782 a 1783 se construyó una cúpula de madera laminada según un diseño de Jacques-Guillaume Legrand y Jacques Molinos basado en los principios definidos por Philibert de l'Orme. La cúpula de madera estaba atravesada por 25 grandes lucernarios. Estos tomaron la forma de cintas de vidrio continuas entre las nervaduras de la cúpula. Incluso en días nublados y nublados dejan entrar una cantidad considerable de luz. La cúpula tenía casi 1000 m de circunferencia y 33 m de altura. El interior de la rotonda estaba decorado con retratos en medallones de Luis XVI, el teniente de policía Jean-Charles-Pierre Lenoir y Philibert Delorme, inventor de la técnica utilizada para hacer la cúpula. En 1791, durante la Revolución francesa , los medallones del rey y Lenoir fueron destruidos.
El 16 de octubre de 1802 la cúpula fue destruida por un incendio. El ministro del Interior realizó un concurso para una cúpula de reemplazo, y Bélanger volvió a presentar su diseño de 1782. En 1806, Jean-Baptiste Launay presentó un modelo para una cúpula de hierro fundido para el mercado en la Exposition des produits de l'industrie française. El 17 de enero de 1807 el jurado del Ministerio del Interior rechazó el diseño de Bélanger, que consideró de mal gusto, y eligió un diseño más tradicional para un techo de piedra. Sin embargo, bajo la presión del Ministro, la comisión seleccionó la cúpula de hierro el 20 de agosto de 1807.
La construcción de la cúpula de hierro cubierta con láminas de cobre comenzó en 1809 y se completó en 1811. El ingeniero François Brunet ayudó a Bélanger en los cálculos y el diseño de la cúpula, que tenía un diámetro de más de 39 m. Estaba formado por 51 tramos, correspondientes a los puntos medios de los 25 arcos de la rotonda, cada tramo formado por dos vigas unidas por crucetas. El marco pesaba 220 toneladas y las láminas de cobre pesaban 29 toneladas. Las 25 ventanas de la antigua cúpula fueron reemplazadas por una linterna de techo que iluminaba la cúpula. La linterna tenía un diámetro de 9,4 m Víctor Hugo se burló de la cúpula en su novela Nuestra Señora de París de 1831, llamándola gorra de jockey inglesa a gran escala. Las láminas de cobre fueron reemplazadas por vidrio en 1838.

## Influencia
Cuando Thomas Jefferson visitó París, quedó muy impresionado por la cúpula de madera, a la que llamó "la cosa más magnífica del mundo". Propuso copiar el diseño de la cúpula en tres edificios en Washington D. C.: el ala sur del Capitolio, la Casa Blanca y el dique seco Navy Yard. Latrobe fue invitado a Washington para asumir la responsabilidad del edificio del Capitolio como "supervisor de los edificios públicos". Propuso una variante de la cúpula Halle aux blés. La cámara estaría cubierta por una cúpula de poca altura que estaría oculta en el exterior por la balaustrada. Después de algún retraso, Jefferson aceptó el diseño modificado.
El interior del Brighton Dome incorpora elementos del diseño del domo de madera. Fue construido para el futuro rey Jorge IV. La cúpula de hierro fue copiada en edificios posteriores en Inglaterra, como el London Coal Exchange por James Bunstone Bunning y el Leeds Corn Exchange por Cuthbert Brodrick.

## Galería

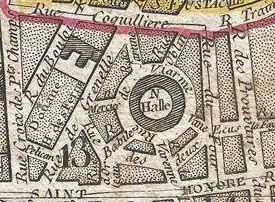
: Ubicación de Hall en 1797
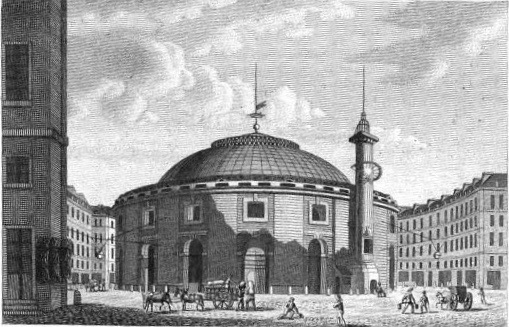
Halle aux bles en 1818
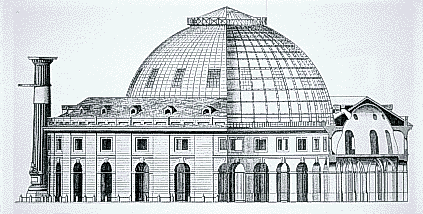
dibujo de arquitecto
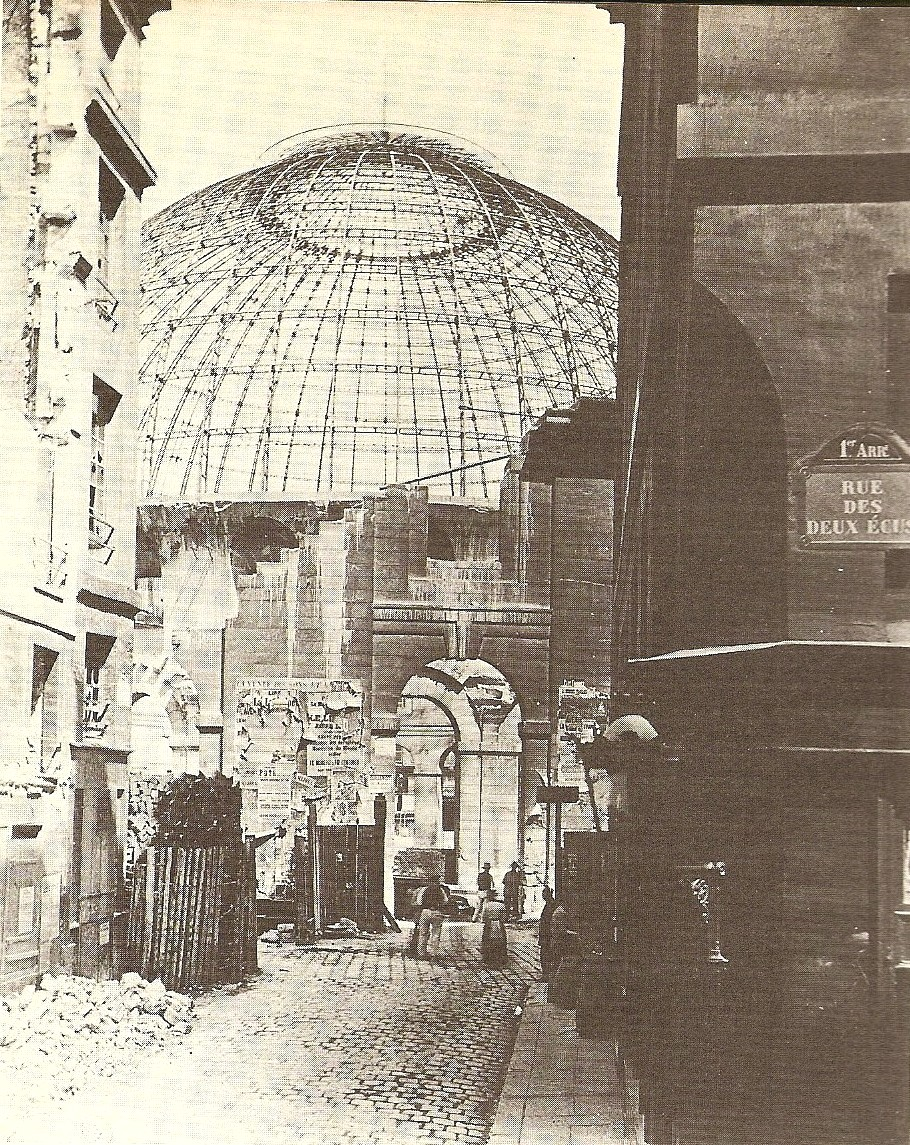
Trabajos de demolición en 1887